# Ojos de fuego
Ojos de fuego (en inglés: Firestarter) es una novela de Stephen King originalmente publicada en 1980. Fue serializada en la revista Omni antes de ser publicada. Estuvo nominada para un Premio British Fantasy en 1981. 
El libro está dedicado a la autora Shirley Jackson: "En memoria de Shirley Jackson, que nunca necesitó levantar la voz".

## Argumento
Ojos de fuego es la historia de Andy y Charlene "Charlie" McGee, una pareja de padre e hija que huyen de una agencia gubernamental conocida como The Shop, ubicada en el suburbio ficticio de Longmont, Virginia. Durante sus años universitarios, Andy participó en un experimento de The Shop con el "Lote Seis", una droga con efectos alucinógenos similares al LSD. La droga le dio a su futura esposa, Victoria Tomlinson, habilidades menores de telepatía, y a él la habilidad de dominar a las personas con la hipnosis, a la que él se refiere como El Empuje. Los poderes de Victoria y de él son limitados psicológicamente; en su caso, el uso excesivo le da migrañas y hemorragias cerebrales de un minuto.Por su parte, su hija desarrolló la piroquinesis.
La novela comienza con Charlie y Andy huyendo de agentes de The Shop en Nueva York. Descubrimos a lo largo de una combinación de flashbacks y narración actual que ésta es la última de una serie de intentos de The Shop de capturar a Andy y Charlie después de un ataque inicial desastroso en la vida tranquila de la familia de McGee en los suburbios de una ciudad de Ohio. Después de años de que The Shop los vigilara, una operación fallida para llevarse a Charlie deja a su madre muerta; Andy, recibiendo un flash psíquico mientras almorzaba con compañeros de trabajo, llega a su casa para descubrir a su esposa asesinada y a su hija secuestrada. Él utiliza la habilidad del "empuje" para seguir pistas de Charlie y agentes de The Shop, alcanzándolos en una parada para descansar en la Interestatal. Utiliza el empuje para incapacitar a los agentes, dejando a uno ciego y a otro en coma. Charlie y Andy huyen y comienzan una vida de clandestinidad, utilizando varias identidades. Se mudan varias veces para no ser descubiertos antes de que The Shop los alcancen en Nueva York.
Utilizando una combinación del "Empuje", el poder de Charlie y haciendo autostop, la pareja se escapa a través de Albany, Nueva York, y son recogidos por un granjero llamado Irv Manders cerca de Hastings, Nueva York. Sin embargo, son seguidos por agentes de The Shop, que intentan asesinar a Andy y llevarse a Charlie de la granja de los Manders. Siguiendo instrucciones de Andy, Charlie da rienda suelta a su poder, incinerando toda la granja y defendiéndose de los agentes, asesinando a algunos de ellos. Con nadie a quien recurrir, la pareja huye a Vermont y toman refugio en una cabina que una vez perteneció al abuelo de Andy.
Con la operación de la granja de los Manders desastrosamente fallida, el director de The Shop, el Capitán James Hollister, o "Cap", llama a un asesino a sueldo de The Shop llamado John Rainbird para capturar a los fugitivos. Rainbird, siendo un veterano de Vietnam y Cherokee, está intrigado por el poder de Charlie y en algún momento se obsesiona con ella, determinado a ser su amigo y después matarla. Esta vez la operación tiene éxito, y Andy y Charlie son llevados a The Shop. 
La pareja es separada y encarcelada en la sede de the Shop. Con su espíritu quebrantado, Andy se convierte en un adicto a las drogas, aparentemente pierde su poder y es considerado inútil para The Shop. Charlie, sin embargo, desafiante, se niega a cooperar con The Shop, y no demuestra su poder para ellos. Seis meses pasan hasta que ocurre un apagón y es un punto de inflexión para los dos: Andy, cansado del miedo y con lástima de sí mismo, de alguna manera recupera el "Empuje" -subconcientemente "empujándose" a sí mismo para terminar con su adicción-, y Rainbird, haciéndose pasar como un conserje, se hace amigo de Charlie y gana su confianza.
Fingiendo no tener poderes y ser adicto, Andy se las arregla para obtener información crucial al "empujar" a su psiquiatra. Bajo la guía de Rainbird, Charlie comienza a demostrar su poder, que ha crecido a niveles terribles. Después del suicidio de su psiquiatra, Andy puede conocer y "empujar" a Cap, utilizándole para planear su escape con Charlie de las instalaciones, así como también logrando comunicarse con Charlie. Rainbird descubre el plan de Andy, y decide utilizarlo a su favor.
El plan de Andy tiene éxito, y él y Charlie se reúnen por primera vez en seis meses. Rainbird interrumpe el encuentro en un granero, planeando asesinarlos a ambos. Por una distracción crucial de Cap, que se está volviendo loco por un efecto secundario de ser "empujado", Andy empuja a Rainbird del nivel superior del establo, rompiéndole la pierna. Rainbird luego dispara a Andy en la cabeza. Rainbird luego dispara otra vez a Charlie, pero utiliza su poder para derretir la bala en el aire y después incendia a Rainbird y Cap. Un Andy gravemente herido le da instrucciones a Charlie para tomar venganza con su poder e informar al público, para asegurarse que el gobierno no pueda hacer algo como esto nunca más, y al final muere. Una Charlie desconsolada y furiosa, prende fuego el granero, sale al exterior y comienzan a ir tras ella. Utiliza su poder para asesinar a los empleados y hacer volar vehículos. Las personas tratan de huir, y algunas lo hacen, mientras que los hombres militares son llamados, pero Charlie hace volar sus vehículos y cuando le disparan a Charlie, ella derrite las balas. Charlie hace explotar el edificio y deja las instalaciones de Longmont, con la mayoría de los trabajadores asesinados.
El evento es cubierto por el gobierno y lanzan información a los periódicos que fue un ataque terrorista. The Shop rápidamente se reforma, bajo un nuevo liderazgo, y comienza a perseguir a Charlie, que ha regresado a la granja de los Manders. Después de algunas deliberaciones, se le ocurre un plan, deja a los Manders y viaja a Nueva York. Se decide por la revista Rolling Stone como una fuente imparcial y honesta sin vínculos con el gobierno, y el libro termina mientras ella llega a decirles su historia.

## Inspiración
Los experimentos hechos a los padres de Charlie por la Tienda recuerdan a la Operación MK Ultra, un programa de la CIA que investigaba el control mental por medio de la administración de drogas peligrosas a sujetos desinformados. La Operación MK Ultra fue expuesta por un comité Congresista en 1975, y King probablemente creó la novela sobre la base de estos hechos.[cita requerida]

## Adaptaciones
- Firestarter fue adaptada al cine con el mismo nombre en 1984. Fue dirigida por Mark L. Lester y protagonizada por Drew Barrymore como Charlie, David Keith como Andy, y George C. Scott como Rainbird. También actúan Heather Locklear y Martin Sheen.
- Una secuela para TV, Firestarter 2: Rekindled, fue hecha en 2002. Está protagonizada por Marguerite Moreau como una Charlie adolescente y Malcolm McDowell como Rainbird.
- Una nueva versión se estrenó en 2022. Es dirigida por Keith Thomas y protagonizada por Ryan Kiera Armstrong como Charlie, Zac Efron como Andy y Michael Greyeyes como Rainbird.
- La cantautora Julia Ecklar adaptó la novela para componer la canción «La niñita de papá» ("Daddy's Little Girl").
- En el programa Saturday Night Live, en el episodio del 3 de febrero de 2007, Drew Barrymore revivió su rol como Charlie McGee, en un comercial falso titulado "Firestarter Brand Smoked Sausages" ("Embutidos Ahumados marca Firestarter").
- King ha dicho que le gustaría ver Firestarter adaptada en un comic book, pero no sabe si él tiene el derecho legal de hacerlo como una adaptación.[1]